# ぺる
ぺる（8月25日 - ）300歳(自称)は、埼玉県出身の女性マジシャン・タレント。血液型O型。ユーモアたっぷりのトークを交えたクロースアップ・マジックを得意とする。身長159cm、B86cm、W63cm、H89cm。靴のサイズ24cm。趣味は、麻雀、カラオケ。過去に「ぺるまゆ」というコンビを組んでいた。

## 人物
1990年代初頭に「五十嵐杏子」や「八十神あん」として雑誌のグラビアなどで活動。その後、ミュージカルユニット「原宿探検隊」で「八十神あんな（やそがみあんな）」の名で活動。並行して「久保田裕美（くぼたひろみ）」の名でいわゆる「お菓子系」のグラビアモデルとして活躍する。後に秋山美砂・石田あやの・江藤奈美・小野芙由子等、同じお菓子系モデルで「P.P.Club」を結成、「地下アイドル」の先駆となる。
グラビアモデル卒業後は、「菊池愛菜（きくちあいな）」と改名、折からのスノーボードブームに乗って、「スノボアイドル」として活動。「ザ・ボーダーズ」（TBS系列）レギュラーとなり、CDデビュー。探偵を志したことがあり探偵学校を卒業している。しかし、尾行を巻かれた揚句に「バレてますよ」とターゲット本人に言われ探偵に向いていないと断念した。
現在の芸名「ぺる」は、幼少の頃から憧れていた、アニメ「魔法の妖精ペルシャ」（日本テレビ系列）の主人公「速水ペルシャ」にちなんでのものである。魔法をかけるときのおまじないは「ぺるりんちょ」、決め台詞は「ぺるっちゃった」である。
2008年3月8日 JR車内に梱包もせずに自転車を持ち込んだ写真をブログに掲載してブログが炎上し、リセットされる。2008年9月より肩書きを「マジシャン」から「魔法使い」に変更した。2008年10月に行った大阪旅行以降、出演番組で関西弁を使い始める。2009年1月27日放送の「笑っていいとも!」(フジテレビ系)「生態リサーチここホレBANG!BANG!」のコーナーで個性派人気マジシャンとして、ふじいあきら、岡井泰彦と三人で出演。

## 出演

### イベント
- Magic of MAGIC 第2回公演(2006年1月16日)
- 第2回 ともの会EX クロースアップマジック発表会&ゲストショー(2006年3月21日)
- 24時間テレビ（日本テレビ）イベント(2006年8月26日)
- R-1ぐらんぷり2007 1回戦（合格）(2006年1月6日)
- Magic of MAGIC 第14回公演(2006年1月15日)
- R-1ぐらんぷり2007 2回戦(2006年2月3日)
- Peru Live "ONE" 単独ライブ公演(2009年10月2,3日)
- Peru Live "One Plus" 単独ライブ公演(2010年10月3日)
- Peru Live 3 単独ライブ公演(2012年1月28,29日)

### テレビ
- ハロー!モーニング。（2005年11月6日 テレビ東京系列）
- 女優魂（2005年12月22日日本テレビ系列）
- ほんじゃに!（2006年1月11日・18日 関西テレビ）
- ハロー!モーニング。（2006年2月12日・7月9日 テレビ東京系列）
- さまぁ〜ず&美川憲一 美人マジシャン三姉妹 お前ら魔女かよスペシャル!!（月バラ!、2006年5月22日 テレビ朝日系列）
- 王様のブランチ（2006年6月24日 TBS系列）
- ネプベガス（2006年7月11日 TBS系列）
- 学校へ行こう!MAX（2006年7月18日 TBS系列）
- サルヂエ（2006年9月6日 日本テレビ系列）
- スカ☆J一番星（2006年12月19日 テレビ東京系列）
- 芸能人Xマス酒池肉林パーティーSP（ぷれミーヤ!、2006年12月25日 テレビ朝日系列）
- ザ・仰天！エドロジー（2007年1月6日 日本テレビ系列）
- 金曜バラエティー（2007年1月12日 NHK）
- アドレな!ガレッジ（2007年1月23日・2009年7月15日 テレビ朝日系列）
- こちら芸能特捜刑事!（2007年2月3日サタデーバリューフィーバー、日本テレビ系列）
- サンデージャポン（2007年4月1日 TBS系列）
- Goro's Bar」（2007年5月 TBS系列）
- 所さんの学校では教えてくれないそこんトコロ!（2007年7月13日 テレビ東京）
- あらびき団（2007年10月10日・31日 TBS系列）
- 笑っていいとも!(2009年1月27日 フジテレビ)

### ラジオ
- 吉田照美のやる気MANMAN!（2007年2月2日 文化放送）

### インターネットテレビ
- トオルとEMIの究極のゲスト（2005年2月3日 あっ!とおどろく放送局）
- ダベリ場　（2007年、2008年 GyaO）
- 今日の一宿一通（2007年、2008年 あっ!とおどろく放送局）
- TOSHIKIの芸人パラダイス（2007年、2008年 あっ!とおどろく放送局）
- 笑ってポン! 〜君たち、見ないとアレするよ! 〜 （2007年GyaOジョッキー）
- 魔法招会の魔法はHAPPY （2008年 あっ!とおどろく放送局）
- タケミネット （2008年 あっ!とおどろく放送局）
- ケイダッシュステーション、ブレイクは突然に!（2008年、2009年8月21日 GyaOジョッキー）
- 六本木音楽部 (2008年11月6日 GyaOジョッキー) 『ぺる来航』として
- ガールズ！マリエ塾（2008年 ワッチミー！TV×TV）
- 相沢まき 生誕祭SP　（2009年4月13日 GyaOジョッキー）
- 告っちゃ! (2009年8月28日 GyaOジョッキー)

### 雑誌
- 東京街遊びスーパーカタログ―最新版（2006）（2006年2月23日 ぴあ）
- 草野順子のネイルアートブック Vol.1（2006年4月25日 大誠社）
- 週刊大衆（2006年5月6日 双葉社）
- 週刊実話（2006年12月14日 日本ジャーナル出版）

### 新聞
- 日刊ゲンダイ (2005年11月9・16・23・30日)

### お店
- 新宿 手品家
- 赤坂 うさぎや

## CD
- HEY! BADBOY (歌 菊池愛菜(AINA)：作詞/作曲 FULTA)